# UFC on Fox: Jacaré vs. Brunson 2
UFC on Fox: Jacaré vs. Brunson 2, noto anche come UFC on Fox 27, è stato un evento di arti marziali miste tenuto dalla Ultimate Fighting Championship il 27 gennaio 2018 allo Spectrum Center di Charlotte, negli Stati Uniti.

## Risultati
|                                   | Divisione             |                   |                 |                     | Metodo                                      | Round           | Tempo           | Premio          |
| Card Principale                   | Card Principale       | Card Principale   | Card Principale | Card Principale     | Card Principale                             | Card Principale | Card Principale | Card Principale |
| --------------------------------- | --------------------- | ----------------- | --------------- | ------------------- | ------------------------------------------- | --------------- | --------------- | --------------- |
|                                   | Pesi medi             | Ronaldo Souza     | batte           | Derek Brunson       | KO tecnico (calcio alla testa e pugni)      | 1               | 3:50            | POTN            |
|                                   | Pesi piuma            | Andre Fili        | batte           | Dennis Bermudez     | Decisione non unanime (29-28, 27-30, 29-28) | 3               | 5:00            |                 |
|                                   | Pesi leggeri          | Gregor Gillespie  | batte           | Jordan Rinaldi      | KO tecnico (pugni)                          | 1               | 4:46            |                 |
|                                   | Pesi welter           | Drew Dober        | batte           | Frank Camacho       | Decisione unanime (29-28, 29-28, 30-27)     | 3               | 5:00            | FOTN            |
| Card Preliminare (Fox Sports 1)   |                       |                   |                 |                     |                                             |                 |                 |                 |
|                                   | Pesi leggeri          | Bobby Green       | batte           | Erik Koch           | Decisione non unanime (29-28, 29-28, 29-28) | 3               | 5:00            |                 |
|                                   | Pesi piuma            | Mirsad Bektić     | batte           | Godofredo Pepey     | KO tecnico (pugno al corpo)                 | 1               | 2:47            | POTN            |
|                                   | Pesi mosca femminili  | Katlyn Chookagian | batte           | Mara Romero Borella | Decisione unanime (29-28, 29-28, 30-27)     | 3               | 5:00            |                 |
|                                   | Pesi paglia femminili | Randa Markos      | batte           | Juliana Lima        | Decisione unanime (30-27, 30-27, 30-27)     | 3               | 5:00            |                 |
|                                   | Pesi mosca femminili  | Kim Ji-yeon       | batte           | Justine Kish        | Decisione non unanime (29-28, 28-29, 30-27) | 3               | 5:00            |                 |
|                                   | Pesi leggeri          | Vinc Pichel       | batte           | Joaquim Silva       | Decisione unanime (29-28, 29-28, 29-28)     | 3               | 5:00            |                 |
| Card Preliminare (UFC Fight Pass) |                       |                   |                 |                     |                                             |                 |                 |                 |
|                                   | Pesi welter           | Niko Price        | batte           | George Sullivan     | Submission (rear-naked choke)               | 2               | 4:21            |                 |
|                                   | Pesi piuma            | Cory Sandhagen    | batte           | Austin Arnett       | KO tecnico (pugni)                          | 2               | 3:48            |                 |

## Premi
I lottatori premiati ricevettero un bonus di 50.000 dollari.
Legenda:
- FOTN: Fight of the Night (vengono premiati entrambi gli atleti per il miglior incontro dell'evento)
- POTN: Performance of the Night (viene premiato il vincitore per la migliore performance dell'evento)